# Agrostis decumbens
Agrostis decumbens é uma espécie de gramínea do gênero Agrostis, pertencente à família Poaceae.